# Teya Dora
Теодора Павловська (серб. кир.: Теодора Павловска, нар. 1 травня 1992, Бор, Союзна Республіка Югославія), відома як Teya Dora (серб. кир.: Теја Дора) — сербська співачка і авторка пісень, найбільш відома своїм синглом «Džanum», який здобув популярність у соціальній мережі TikTok та на різних музичних платформах. Представниця Сербії на Пісенному конкурсі Євробачення 2024 з піснею «Ramonda».

## Життєпис
Теодора Павловська народилася 1992 року в місті Бор, Сербія, а згодом переїхала до Белграда. Вона продовжила вивчати музику в Музичному коледжі Берклі в Бостоні, США.
Розпочала свою кар'єру на сербській музичній сцені як авторка пісень та композиторка. У 2019 році вона написала заголовний трек для альбому Nikolija — Yin & Yang, а також працювала з Теодорою та Наташею Беквалац, серед інших.
Свою першу пісню як артистка Teya Dora опублікувала в липні 2019 року, «Da na meni je», і вона стала хітом. У 2020—2023 роках вона написала кілька пісень для сербського кіносеріалу «Південні вітри».
У 2023 році вона випустила пісню «Džanum», яка стала популярною в соціальних мережах, таких як TikTok, після стрілянини в белградській школі; сингл посів шосте місце в чарті Billboard's Croatia Songs і досяг четвертого місця в Daily Viral Songs Global на Spotify, а також породила інтернет-мем «Моє-море».
21 грудня 2023 року Teya Dora була оголошена серед учасників сербського національного відбору «Песме за Евровизију '24» на пісенний конкурс «Євробачення-2024», з піснею «Рамонда».. Вона пройшла у фінал нацвідбору і зрештою перемогла. Так само співачка потрапила до фіналу Євробачення, де здобула 17 місце.

## Сингли
- Да на мени је (2019)
- Олује (2020)
- Улице (2021) з Ніколією[sr]
- У илегали (2022)
- Вози ме (2022)
- Џанум (2023)
- АТАМАЛА (2023) з Албином[sr]
- Рамонда (2024)